# Jason Wilcox
Jason Malcolm Wilcox (* 15. Juli 1971 in Farnworth) ist ein ehemaliger englischer Fußballspieler. Der schnelle, zumeist auf der linken Seite agierende Flügelspieler gewann 1995 mit den Blackburn Rovers die englische Meisterschaft und spielte kurz nach dem Abstieg der „Rovers“ ab Dezember 1999 für mehrere Jahre beim damals noch hochambitionierten Leeds United, bevor der dreifache englische A-Nationalspieler zwischen 2004 und 2006 bei Leicester City und später beim FC Blackpool die Karriere ausklingen ließ.

## Profikarriere

### Im Verein

#### Blackburn Rovers (1989–1999)
Der Profifußballer Jason Wilcox entstammte der Jugendarbeit der Blackburn Rovers. Nachdem Wilcox 1986 dem Verein beigetreten war und ein Jahr später das YTS-Ausbildungsprogramm begonnen hatte, unterzeichnete er am 13. Juni 1989 beim damaligen Zweitligisten seinen ersten Profivertrag. Auf die ersten Erfolge im Erwachsenenbereich musste er anschließend geduldig warten und nach seinem Debüt am 16. April 1990 gegen Swindon Town (2:1) eroberte er erst in der Saison 1991/92 unter Interimscoach Tony Parkes einen dauerhaften Platz in der Mannschaft. Da Scott Sellars die linke Mittelfeldseite zu dieser Zeit okkupierte, agierte Wilcox zumeist auf dem rechten Flügel. Dort überzeugte er aber den neuen Trainer Kenny Dalglish derart, dass dieser sich nach gelungenem Aufstieg in die 1992 neu geschaffene Premier League zum Verkauf von Sellars entschied, Wilcox auf die linke Seite zog und für die gegenüberliegende Position Stuart Ripley verpflichtete.
Es folgte ein steiler Aufstieg in der höchsten englischen Spielklasse, die über den vierten Rang im ersten Jahr, über die Vizemeisterschaft 1994 zum Gewinn des Ligatitels 1995 führte. Dabei war Wilcox’ Einfluss nicht unerheblich, da er im Zusammenspiel mit Linksverteidiger Graeme Le Saux – wie Ripley auf der rechten Seite – flink auf der Außenposition agierte und mit Hereingaben und Flanken Mitspielern wie Alan Shearer, Chris Sutton, Mike Newell und Kevin Gallacher zahlreiche Torchancen ermöglichte und mit Vorliebe gegnerische Außenverteidiger in direkte Laufduelle verwickelte. Sein Stellenwert wurde vor allem in der zweiten Saisonhälfte deutlich, als er sich im Februar 1995 gegen Tottenham Hotspur einen schweren Kreuzbandriss zuzog und die kreativen Momente von der linken Seite fortan fehlten. Wilcox erholte sich nur langsam von seinen Blessuren. Im Anschluss an eine Kreuzbandoperation mussten bei ihm Zysten entfernt werden und erst im Februar 1996 fand er zurück in die Stammformation. Nach einer weiteren Pause aufgrund einer Fußverletzung sah es ab April danach aus, als könne er die vakante Stelle auf der linken Mittelfeldposition wieder dauerhaft besetzen.
Nach einem neuerlichen Rückschlag im Sommer 1996, als Wilcox aufgrund eines Knorpelschadens erneut am Knie operiert werden musste, kehrte er mit frischer Motivation in die Mannschaft zurück, die nun jedoch ohne Torjäger Alan Shearer auskommen musste, der stets ein zuverlässiger Flankenabnehmer von Wilcox gewesen war. Als sich dann vor Beginn der Saison 1997/98 Le Saux in Richtung des FC Chelsea verabschiedete, änderten sich die Vorzeichen auf der linken Seite in Blackburn fundamental. Der im März 1996 verpflichtete Ire Damien Duff übernahm die Rolle auf dem Flügel und Wilcox wurde häufiger auf die Außenverteidigerposition zurückgezogen. Obwohl er dort aufgrund seiner Zweikampfstärke durchaus seine Qualitäten demonstrierte, war dort offensichtlich nicht seine bevorzugte Position, was exemplarisch bei seinen Koordinationsproblemen in Bezug auf die Abseitsfalle auffiel. Wenig hilfreich im Kampf um seinen Status im Team waren zusätzlich aufkommende Leistenprobleme und die daraus resultierenden zwei Operationen. Wilcox entwickelte sich fortan zum Allround-Spieler, den der neue Trainer Roy Hodgson sogar im Angriffszentrum einsetzte und später unter Brian Kidd ab Januar 1999 wieder im Mittelfeld agieren ließ – dabei übernahm er zeitweise auch die Rolle des Mannschaftskapitäns. Nach dem Abstieg und der Demission von Kidd signalisierte Interimscoach Tony Parkes, dass Duff fortan im linken Mittelfeld sein Stammspieler sei und kurze Zeit später wechselte Wilcox für drei Millionen Pfund zurück in die Premier League zu Leeds United, das damals über eines der besten Teams in der Premier League verfügte.

#### Leeds United (1999–2004)
Zwei Tage nach seiner Verpflichtung debütierte Wilcox an der Elland Road gegen den FC Chelsea, ermöglichte in der Folgezeit durch seine Positionierung im linken Mittelfeld, dass Harry Kewell häufiger ins Angriffszentrum wechseln konnte, und zeigte vor allem in den UEFA-Pokal-Heimspielen gute Leistungen. Nach diesem vielversprechenden Neustart musste Wilcox dann verletzungsbedingt seine mögliche Teilnahme an der Euro 2000 absagen und im Anschluss an einen kurz darauf folgenden Beinbruch im Vorfeld eines Spiels gegen den FC Barcelona plus einer zweimonatigen Pause verteidigte er zunächst seinen Stammplatz im neuen Verein. Trotz des mittlerweile fortgeschrittenen Fußballeralters spielte er weiter seine Stärken in direkten Laufduellen und bei Flanken für Torjäger wie Robbie Fowler aus, wenngleich er durch diverse Blessuren nur auf 17 Pflichtspiele in der Saison 2001/02 kam. Erstmals zum Einsatz in der anschließenden Spielzeit 2002/03 kam er erst im November 2002, blieb danach in 25 Ligapartien eine feste Größe, bevor er in seinem letzten Jahr in Leeds nur noch selten zum Zuge kam und vergeblich im rechten Mittelfeld versuchte, sich gegen Leihspieler Jermaine Pennant zur Wehr zu setzen. Der Vertrag lief im Sommer 2004 aus, ohne dass es zu einer Verlängerung kam.

#### Leicester City & FC Blackpool (2004–2006)
Ablösefrei zog es Wilcox zum Zweitligisten Leicester City. Dort war er auf Anhieb eine Verstärkung, bevor er sich Mitte Oktober 2004 gegen Coventry City  das Kreuzband riss, der ihn bis zum Frühling 2005 außer Gefecht setzte. Obwohl es zunächst danach aussah, als könne Wilcox noch einmal dauerhaft in die erste Mannschaft zurückkehren, ließ ihn der Verein zwei Monate nach seinem letzten Ligapokalspiel gegen den FC Blackpool zu ebendiesem Gegner im November 2005 auf Leihbasis wechseln. Dem damals drittklassigen Team aus Blackpool half er sowohl im linken Mittelfeld als auch als Außenverteidiger durch eine Krisensituation und war ab Ende Januar 2006 bei dem Klub fest unter Vertrag. Nach Unstimmigkeiten mit der Vereinsführung kam man nach Ende der Saison 2005/06 jedoch hinsichtlich einer Weiterbeschäftigung zu keiner Einigung.

### Englische Nationalmannschaft
Am 18. Mai 1996 bestritt Wilcox gegen Ungarn (3:0) sein erstes A-Länderspiel für England und nicht wenige Experten prophezeiten ihm eine Berufung in den Kader für die Euro 1996 im eigenen Land. Der damalige Nationaltrainer Terry Venables ließ ihn jedoch im finalen 24-Mann-Kader unberücksichtigt und erst in den Jahren 1999 und 2000 folgten gegen Frankreich (0:2) und Argentinien (0:0) zwei weitere Einsätze für die „Three Lions“. Er galt lange als Lösung für das im englischen Team vorherrschende Problem im linken Mittelfeld und so nominierte ihn Kevin Keegan für die Euro 2000, wobei er seine Teilnahme dann jedoch aufgrund von Verletzungen absagen musste. So blieb es für Wilcox bei diesen drei Einsätzen, zu denen sich 1994 und 1998 zwei B-Länderspiele gegen Chile und Hong Kong gesellt hatten.

## Titel/Auszeichnungen
- Englische Meisterschaft (1): 1995